# Herrenschwanden
Herrenschwanden ist eine Ortschaft der Gemeinde Kirchlindach im Kanton Bern in der Schweiz.
Das Dorf bildet mit seinen seit der Mitte des 20. Jahrhunderts entstandenen Wohnquartieren den südlich von der Aare begrenzten unteren Teil der Gemeinde Kirchlindach. Neben dem alten Ortskern bestehen die Siedlungen Aarematte, Hostalen, Halen, Siedlung Halen, Mööslimatt und Thalmatt (I–II).

## Geschichte

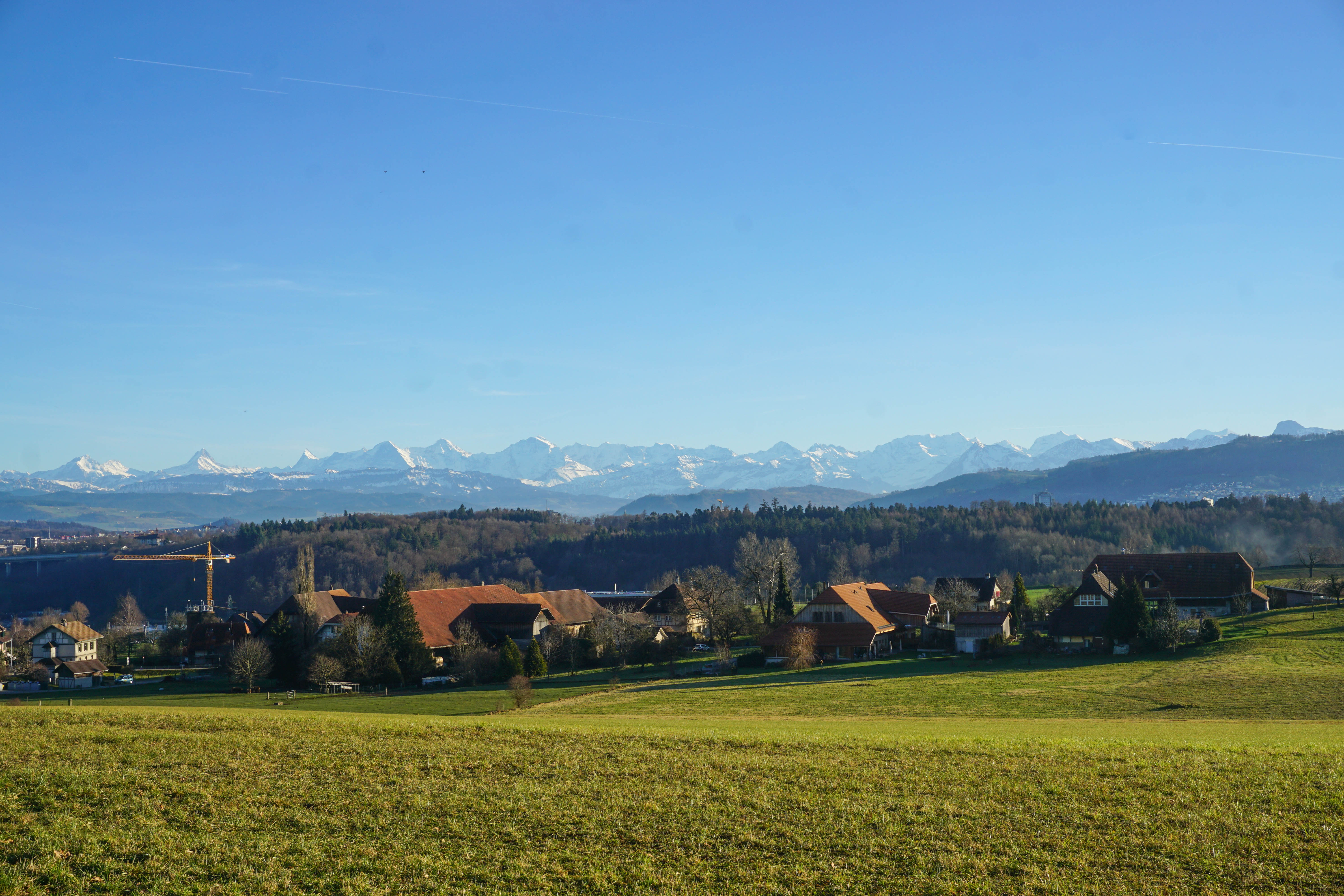
Herrenschwanden Dorf

Der Name des Orts kann nach einer in alten Urkunden gefundenen Schreibweise «Herris Schwandon» erklärt werden: Herren schwänteten, das heisst rodeten Wald zur Gewinnung von Ackerland. Herrenschwanden war, wie die anderen zu Kirchlindach gehörenden Weiler, ein Zelgdorf.
Herrenschwanden wurde 1303 oder 1307 erstmals erwähnt, als die Freiherren von Bremgarten «territoria villa Herrenswanden» zu Lehen an das Johanniterhaus Münchenbuchsee verkauften. Das Geschlecht «Ulrich von Herrenschwanden» taucht erstmals 1338 in der Bremgartenchronik auf. Die Gerichtsbezirke 10 Kirchlindach und 11 Herrenschwanden unterstanden 1780 dem Stadtgericht Bern. Bis 1880 gehörte Herrenschwanden wie auch grosse Teile von Niederlindach und Oberlindach zum Kirchenspiel Bremgarten. Dann wurden die Orte der Gemeinde Kirchlindach zugeschlagen.

## Schulen

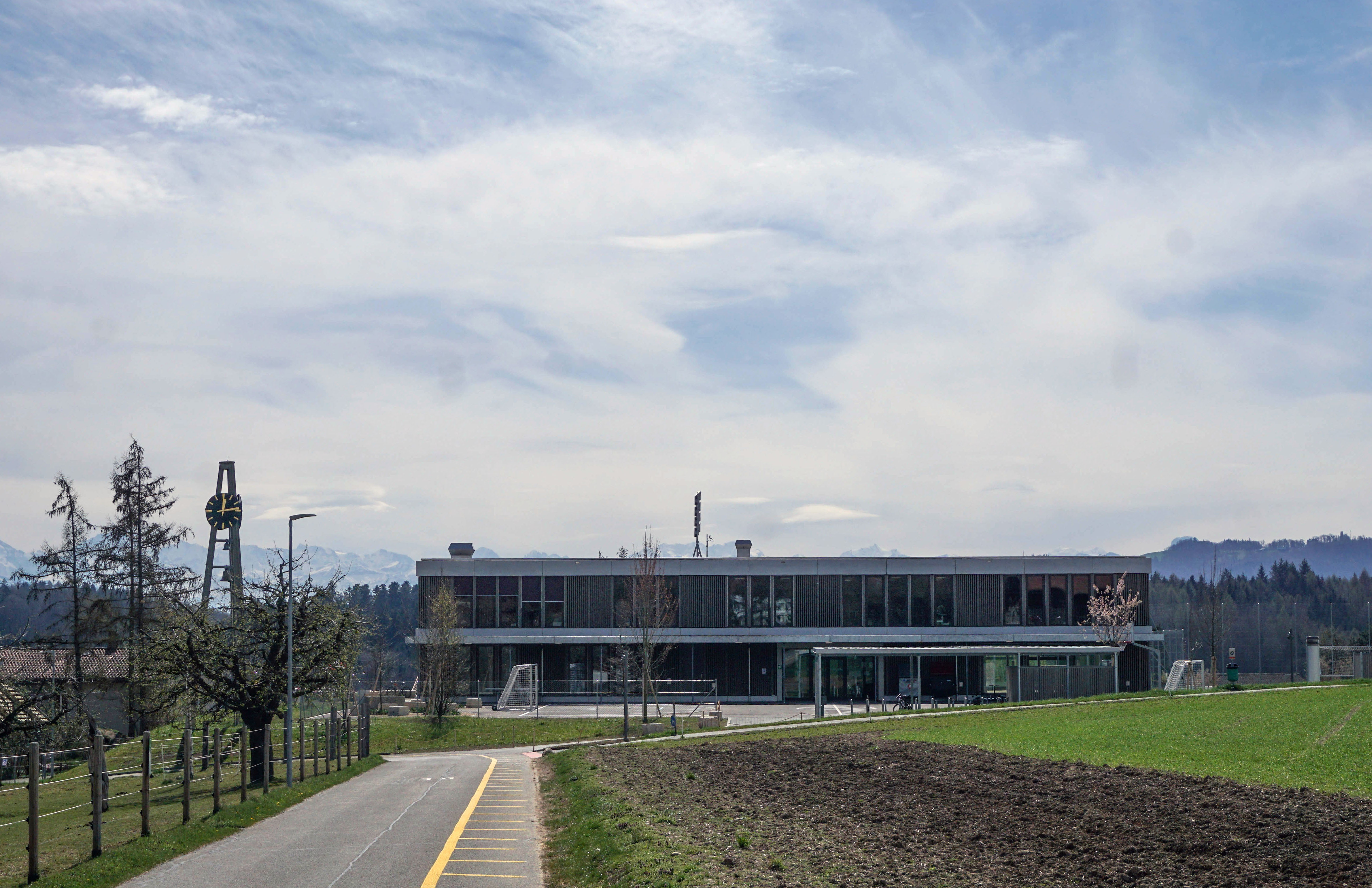
Das neue Schulhaus von Herrenschwanden

Die Schule von Herrenschwanden wird mit Kirchlindach durch die Gesamtschulleitung, den beiden Standortleitungen und der Tagesschulleitung beider Standorte geführt. Im 2021 bezogenen neuen Schulgebäude an der Halegasse 9 in Herrenschwanden werden Kinder vom Kindergarten bis zur 6. Klasse unterrichtet. An beiden Orten sind die Klassen mehrstufig geführt. Die Klassen 7. bis 9. besuchen die Oberstufenschule in Uettligen. Daneben bestehen drei Kindergartenklassen im Kindergarten an der Halegasse. Die Umzonung des Areals zur Wohnzone und der Verkauf des alten Schulhauses wurden an der Gemeindeversammlung 2021 zur Neubeurteilung zurückgewiesen.

### Historische Schule

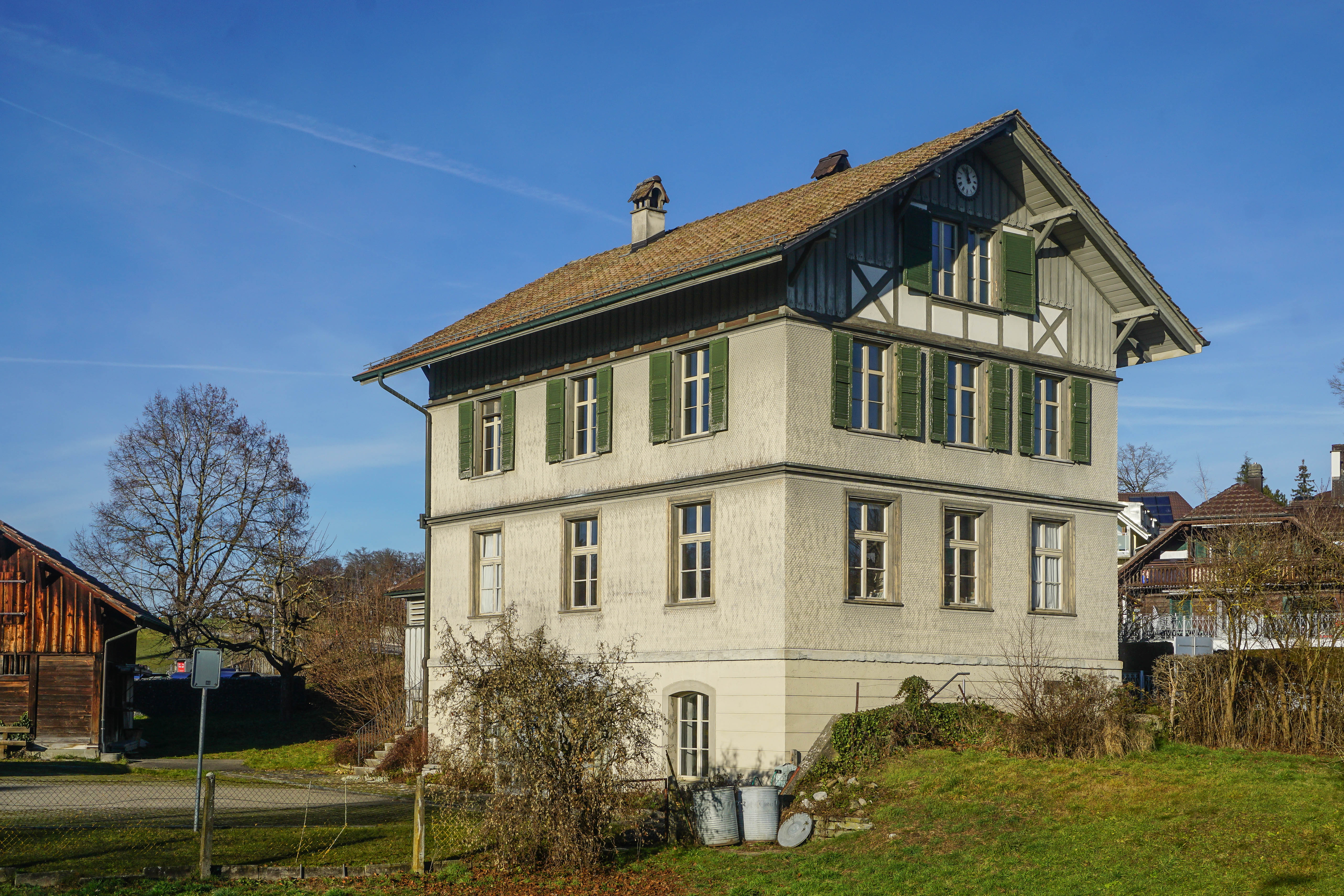
Ehemaliges Schulhaus Herrenschwanden von 1883

Das ehemalige Schulgebäude an der Bernstrasse 39 ist ein einzigartiger Zeitzeuge von Schulhausbauten aus der vorletzten Jahrhundertwende. Das historisch wertvolle Gebäude steht unter Denkmalschutz. Es wurde von der Gemeinde in den Jahren 1984 und 1989 sorgfältig renoviert. Es wird heute nicht mehr als Schule benutzt. 1883 ermöglichte ein Legat von Gabriel Witschi, Bürger von Herrenschwanden, die Errichtung des alten Schulhauses. Er hinterliess bei seinem Tod einen Betrag von 29'000 Franken zu Gunsten einer neuen Schule. Am 25. Juli wurde das Schulhaus eingeweiht. Es kostete netto 23'271.50 Franken, inklusive 23 Schulbänken und übrigen Mobiliars.

## Sehenswürdigkeiten
Im alten Dorfkern mehrere alte Bauernhäuser und eine Campagne mit ungewissem Erbauer um 1710. An der Bernstrasse die Campagne Halengut oder Lentulus-Gut. Die Neubrügg über die Aare von 1535 und die Halenbrücke von 1913.

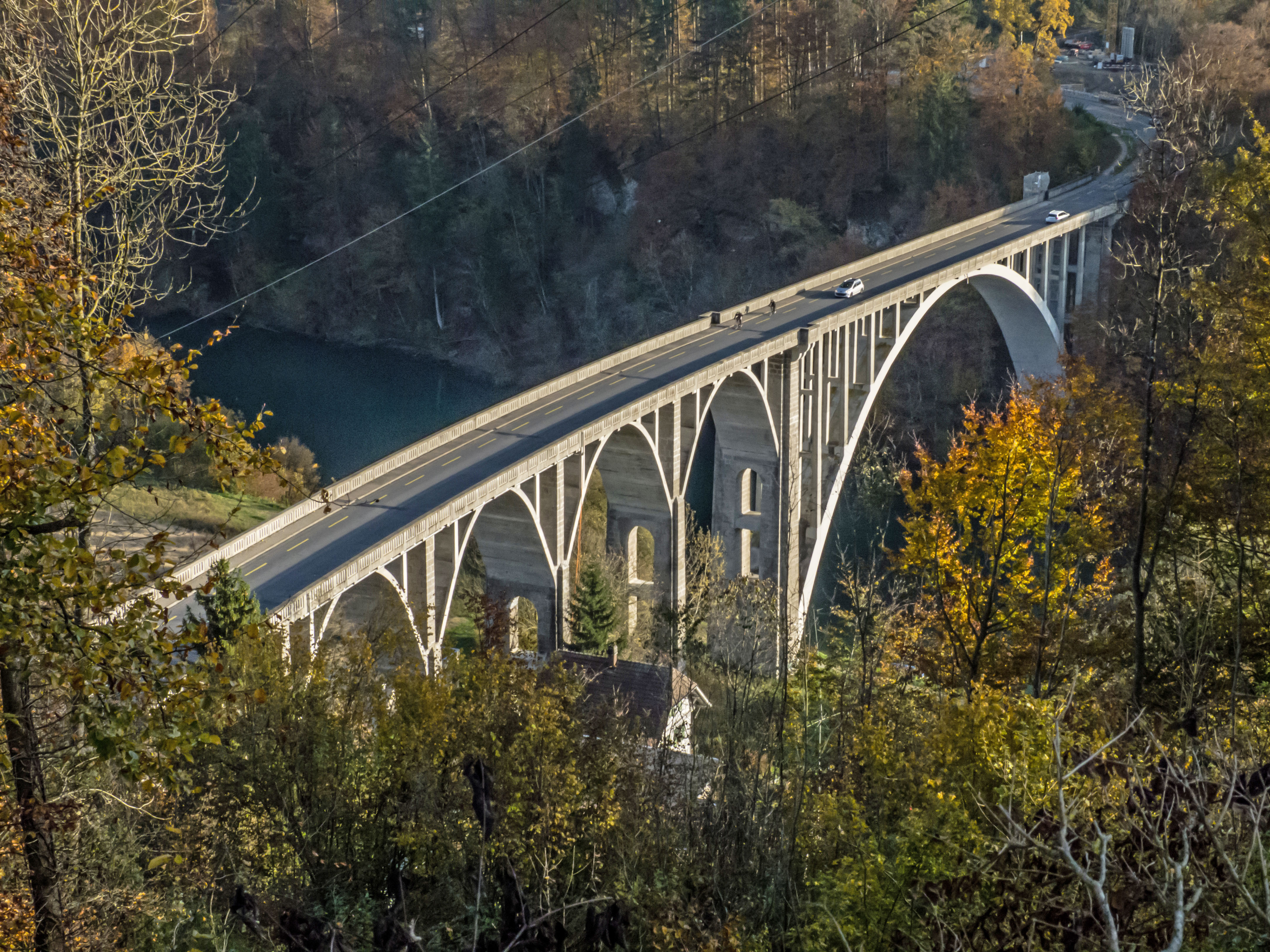
Halenbrücke
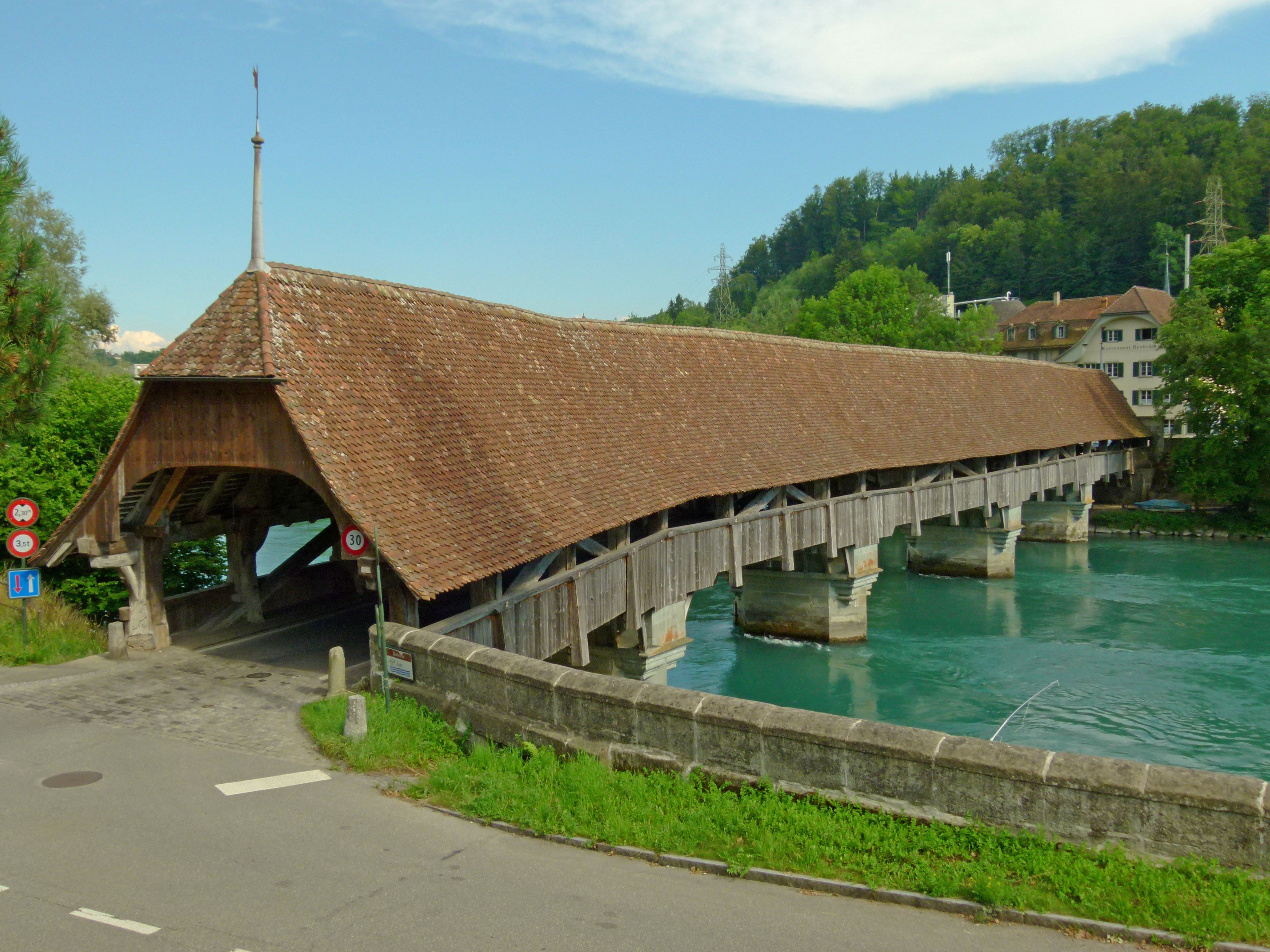
Neubrügg
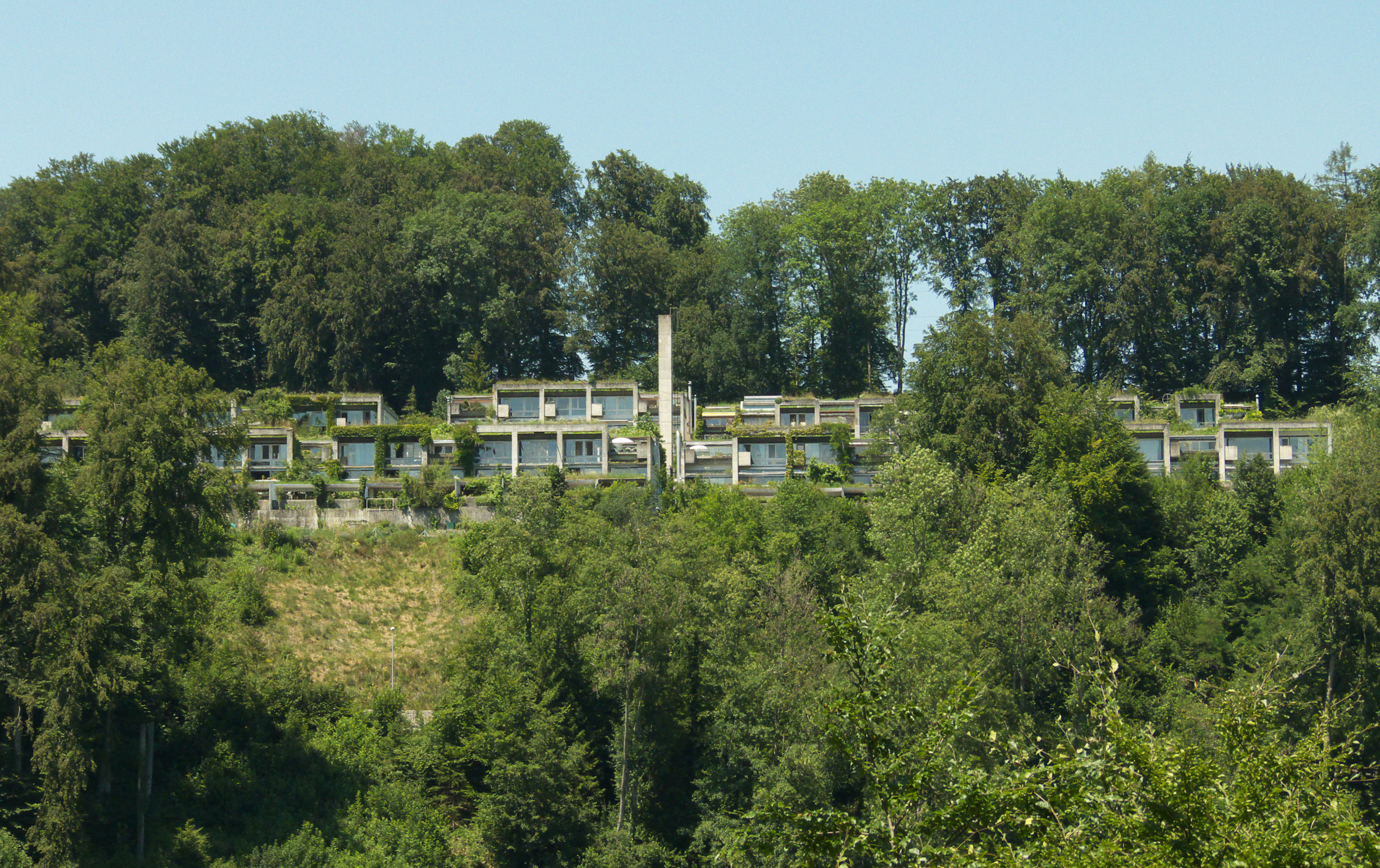
Siedlung Halen
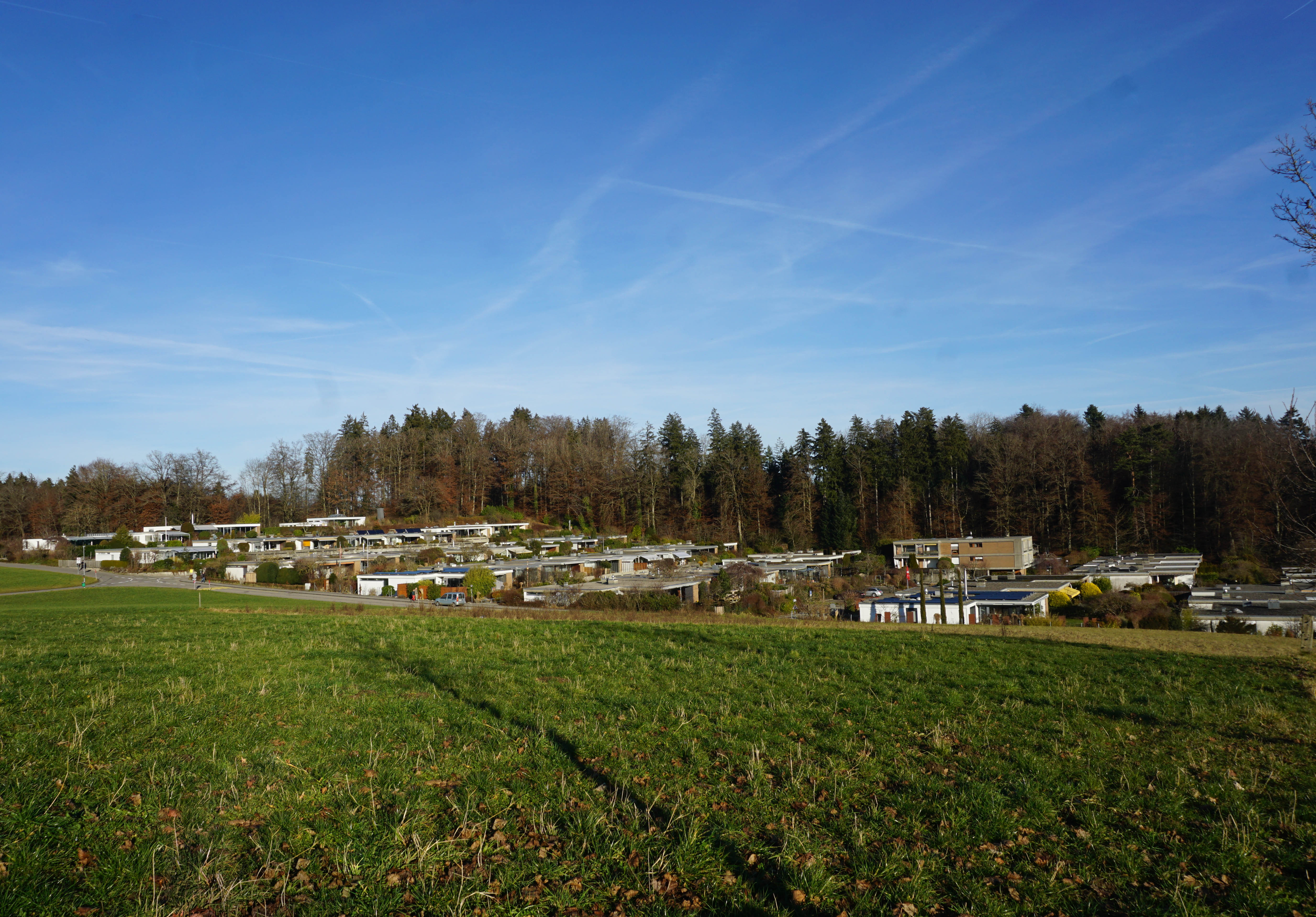
Siedlung Hostalen
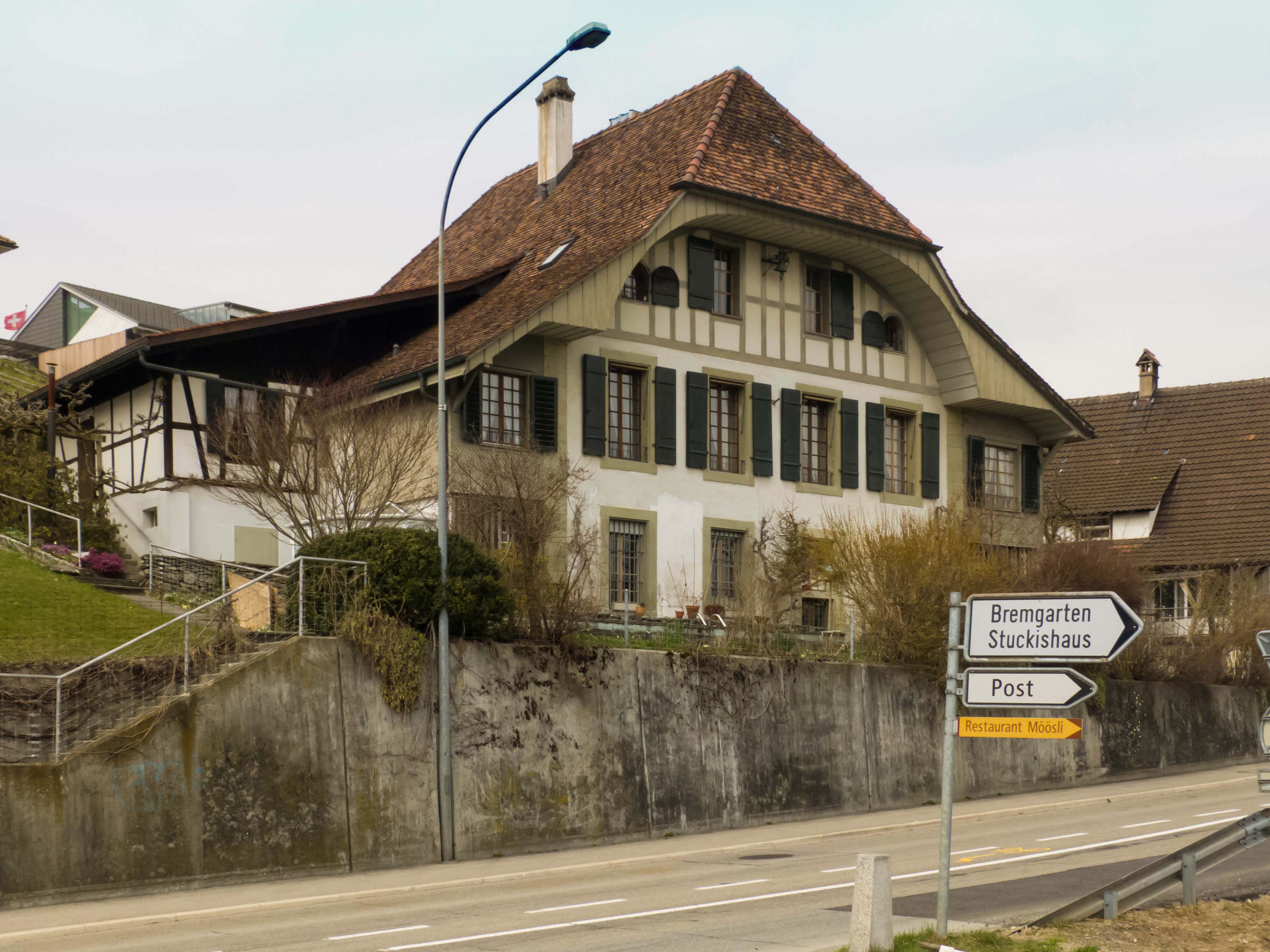
Halengut